# 野田創
野田 創（のだ そう、1986年9月30日 - ）は、日本のラグビーユニオン選手。

## プロフィール
- 愛知県名古屋市出身。
- ポジションはウィング(WTB)。
- 身長 182cm、体重 92kg
- ニックネームはソウ。
- 日本代表スコッドに選ばれたことがある[1]。

## 略歴
15歳からラグビーを始めた。
2005年、名古屋工業高校卒業後、帝京大学に入る。
2010年、帝京大学卒業後、神戸製鋼コベルコスティーラーズに加入。
2011年11月13日に行われたジャパンラグビートップリーグ第3節の福岡サニックスブルース戦に先発出場で公式戦初出場を果たす。
2016年、神戸製鋼コベルコスティーラーズを退団した